# Marco Marcato
Marco Marcato (* 11. Februar 1984 in San Donà di Piave) ist ein ehemaliger italienischer Radrennfahrer.
Marco Marcato begann seine Karriere 2005 bei dem italienischen Radsportteam Androni Giocattoli-3C Casalinghi. In seinem ersten Jahr dort konnte er gleich eine Etappe bei der Slowenien-Rundfahrt für sich entscheiden. Ein Jahr später gewann er ein Teilstück bei der Vuelta a Chihuahua in Mexiko. Beim Grand Prix Pino Cerami belegte er den zweiten Platz und bei der Rheinland-Pfalz-Rundfahrt wurde er Siebter der Gesamtwertung. Seinen bisher bedeutendsten Sieg feierte er 2012, als er Paris–Tours gewinnen konnte, nachdem er im Jahr zuvor Zweiter geworden war.
Im Zuge der Dopingermittlungen der Staatsanwaltschaft von Padua wurde er verdächtigt, Kunde des umstrittenen Sportmediziners Michele Ferrari gewesen zu sein. Im April 2014 gab die Staatsanwaltschaft bekannt, dass er laut den Ermittlungen nicht beteiligt gewesen sei.

## Erfolge
2005
- eine Etappe Slowenien-Rundfahrt

2006
- eine Etappe Vuelta a Chihuahua

2007
- eine Etappe  Irland-Rundfahrt

2011
- Tour de Vendée

2012
- eine Etappe Étoile de Bessèges
- Paris–Tours

## Grand-Tour-Platzierungen
| Grand Tour            | 2009 | 2010 | 2011 | 2012 | 2013 | 2014 | 2015 | 2016 | 2017 | 2018 | 2019 | 2020 |
| --------------------- | ---- | ---- | ---- | ---- | ---- | ---- | ---- | ---- | ---- | ---- | ---- | ---- |
| Giro d’ItaliaGiro     | –    | –    | –    | –    | 75   | –    | –    | –    | 113  | 69   | 99   | –    |
| Tour de FranceTour    | –    | –    | 87   | 67   | –    | 80   | –    | –    | 96   | 126  | –    | 111  |
| Vuelta a EspañaVuelta | DNF  | –    | –    | –    | –    | –    | –    | –    | –    | –    | DNF  | –    |

## Teams
- 2005 Androni Giocattoli-3C Casalinghi
- 2006 Androni Giocattoli-3C Casalinghi
- 2007 Team L.P.R.
- 2008 Cycle Collstrop
- 2009 Vacansoleil
- 2010 Vacansoleil
- 2011 Vacansoleil-DCM
- 2012 Vacansoleil-DCM
- 2013 Vacansoleil-DCM
- 2014 Cannondale
- 2015 Wanty-Groupe Gobert
- 2016 Wanty-Groupe Gobert
- 2017 UAE Team Emirates
- 2018 UAE Team Emirates
- 2019 UAE Team Emirates